# Сидорский, Сергей Анатольевич
Серге́й Анато́льевич Сидо́рский (укр. Сергі́й Анато́лійович Сидо́рський; род. 5 октября 1981 Киев, Украина) — премьер балета Национальной оперы Украины, заслуженный артист Украины (2008).

## Биография
Сергей Сидорский родился 5 октября 1981 года в Киеве. 
Окончил в 1999 году Киевское хореографическое училище.
С 1999 — солист балета Национальной оперы Украины.
Танцовщик обладает прекрасной техникой, музыкальностью. Его поведение на сцене отличается изысканным благородством, мужественностью, поэтичностью, в его танце полностью отсутствуют нарочитая манерность и фальшь.
Артист тонко чувствует классическую хореографию и блестяще владеет искусством дуэтного танца. Он один из немногих танцовщиков, который является охранителем классического наследия и ревнителем чистоты классического стиля.
С первых работ артиста быстро и отчётливо выделились в его творчестве две темы: околдованность любовью и трагическое одиночество.
В 2007 году великий русский хореограф Юрий Григорович пригласил танцовщика исполнить главную партию Конрада в премьере балета на музыку Адольфа Адана «Корсар», которую балетмейстер осуществил на сцене Государственного Кремлёвского дворца для труппы театра «Кремлёвский балет».

## Репертуар
- «Баядерка» — Солор постановка М. Петипа (хореографическая редакция Н. Макаровой)
- «Баядерка» — Солор Постановка М. Петипа (хореографическая редакция В. Ковтуна)
- «Дон Кихот» — Базиль
- «Лебединое озеро» — Принц Зигфрид
- «Жизель» — Граф Альберт
- «Раймонда» — Жан де Бриенн постановка М. Петипа (хореографическая редакция В. Яременко)— Национальнаяя опера Украины(2004)[1], Македонский театр оперы и балета, Скопье(2007)[2][3])
- «Корсар» — Конрад (хореограф — постановщик Ю. Н. Григорович на основе композиции М. Петипа) — Москва, театр Кремлёвский балет
- «Корсар» — Конрад (хореографическая редакция В. Яременко)
- «Спящая красавица» — Принц Дезире (постановка М. Петипа — хореографическая редакция А. Петрова. В спектакле использованы хореографические фрагменты Ф. Лопухова, Ю. Григоровича) — Москва, театр Кремлёвский балет
- «Спящая красавица» — Принц Дезире (балетмейстер-постановщик — Виктор ЛИТВИНОВ) — Национальнаяя опера Украины
- «Спящая красавица» — Голубая птица
- «Ромео и Джульетта» — Ромео
- «Золушка» — Принц
- «Щелкунчик» — Принц
- «Кармен-сюита» — Дон Хозе
- «Сильфида» — Джеймс (хореографическая редакция О. Виноградова)
- «Шехеразада» — Золотой раб
- «Свадьба Фигаро» (балет) — Фигаро (хореография В. Яременко)
- «Мастер и Маргарита» (балет) — Воланд (хореография Д. Авдыша)
- «Лесная песня» — Лукаш (хореографияВ. Вронского))
- «Весна священная» — Юноша (хореография Р. Поклитару)
- «Властелин Борисфена» (балет) — Князь Кий (хореография В. Яременко)

## Гастроли
Гастролировал в России, Испании, Италии, Германии, Франции, Швейцарии, США, Японии, и других странах.

## Награды
- 2002 — Международный конкурс артистов балета им. Сергея Лифаря в Киеве — Серебряная медаль[4]
- 2008 — Заслуженный артист Украины[5]